# Паска
Па́ска (груз. პასკა, латиніз.: paska, від арам. פסחא, досл. «Песах») — обрядовий здобний великодній хліб, поширений в Україні, Білорусі та на півдні Росії. Первісно — пшенична несолодка хлібина, прикрашена вгорі фігурками з тіста. За сучасності під паскою також розуміється різновид бабки — високий циліндричний солодкий хліб, вкритий вгорі солодкою поливкою та посипкою.

## Етимологія та походження
Назва хліба походить від слова «Пасха» — однієї з назв Великодня, що в сучасній мові вживається переважно у церковному середовищі. В свою чергу, це слово походить від давньогрецького πάσκα (páska) і грузинського პასკა (paska), цим терміном користувались православні віряни у Візантійській імперії. Назва пов'язана з юдейським святом Песах. Нерідко паска помилково називається куличем або бабою, але ці страви різняться за формою та складом (див. нижче). За СРСР аналогічні вироби також називалися кексами, папушниками, бабками, щоб уникнути асоціацій з релігією. Паскою також можуть називатися схожі види хліба, як-от італійський панетоне.
Сам хліб пов'язаний із землеробською обрядовістю, що виходить за межі пасхальних днів. Так, на Покутті сівач клав хлібину на зорану землю, щоб забезпечити хороший врожай. У слов'янського населення в Литві, Болгарії, на Брянщині, Саратовщині відомі весняні обряди випікання спеціального хліба чи печива, які належало спожити на полі чи пасовищі задля магічного впливу на врожайність. Почасти паска стосується і культу померлих, які уявлялися здатними забезпечити врожай у обмін на частування, лишені на могилах. У зв'язку з цим частина пасок (або випечені зумисне для цієї мети) за звичаєм кладуться на могили. Іноді високій циліндричній пасці приписується язичницький фалічний символізм.

## Випікання пасок

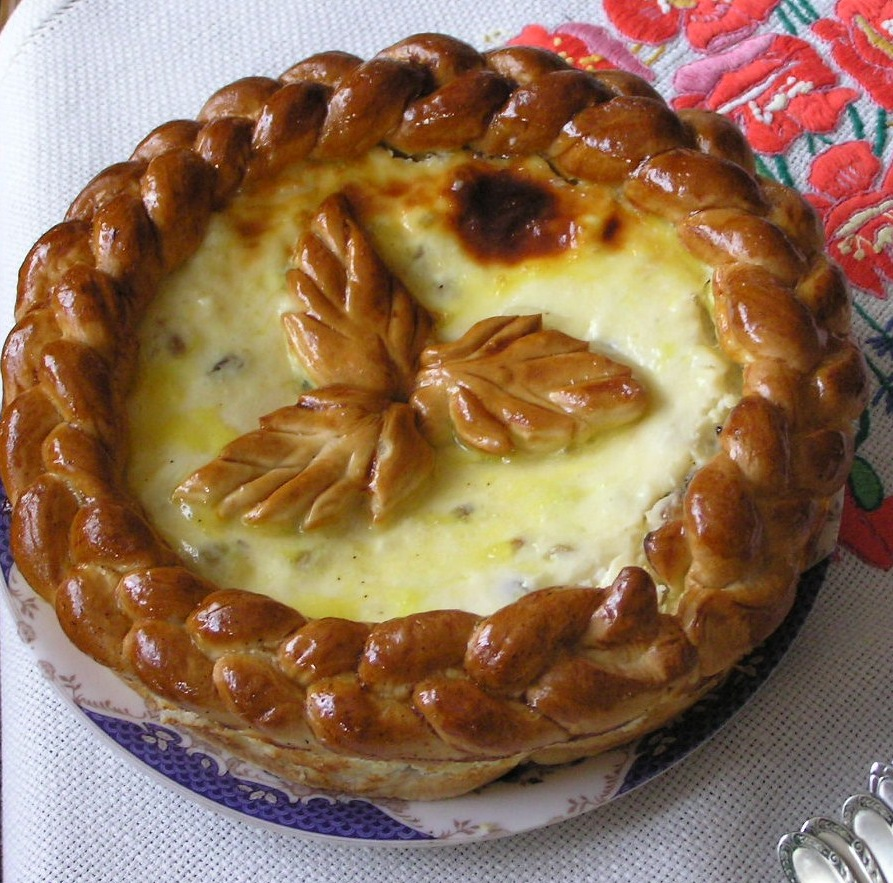
Паска як різновид пшеничної хлібини

### Рецептура та приготування
Первісно паска — це білий пшеничний несолодкий хліб без поливки. Його вигляд різнився, залежно від регіону. Наприклад, Косівська паска — це великі білі буханці хліба з верхом, рясно оздобленим фігурками з тіста. Така форма зафіксована живописом XIX ст. Приземкуваті паски зображені на картинах «Пасхальная заутреня в Малороссии» Миколи Пимоненка (1891), «Молебен на Пасхе» (1887) Володимира Маковського, «С заутреней» Івана Владимирова тощо. Втім з часом поняття паски розширилося.
Виріб, який часто називається паскою за сучасності (циліндричний солодкий хліб) — відповідає бабі. Коли пшеничний хліб перестали пекти вдома і він утратив своє значення святкової їжі, паска-хлібина була витіснена паскою-бабою. Доступність цукру сприяла тому, що паска з XIX ст. суттєво посолодшала.
Паска готується зі здобного тіста на яйцях, маслі, сметані, олії, цукрі, яке добре вимішували і ставили в тепле місце підходити. Змастивши форми, вкладають туди тісто, щоб воно займало не більше двох третин посудини. Коли тісто далі підходить, його ставлять випікатися в формі (традиційно в добре випалену піч).
Раніше протягом всього року завжди залишали для пасок найкраще борошно. Процес приготування пасок тривав цілу добу. В середу ввечері готували опару для паски. Яйця вибивали в окремий посуд і залишали трохи постояти. Тоді жовтки червоніли і паска була жовтішою. Замішану опару ставили на ніч у тепле місце, а вночі дивилися, чи досить вона тепла, чи гарно росте. Зазвичай опару ставили на лежаки чи запічок. Вранці в Чистий четвер до опари додавали борошно і замішували тісто. Замісивши, тісто лишали на 4-6 годин рости. Потім готове тісто накладали у циліндричні форми, знову лишали їх ще на певний час доростати. Готову паску прикрашали цукровою поливою, фарбованим пшоном чи маком.
Випікання сучасної паски займає значно менше часу. Достатньо в середу звечора замісити дріжджове тісто і покласти його в тепло, аби на ранок, щойно прокинувшись, можна було одразу замішувати паски й ставити їх до печі.

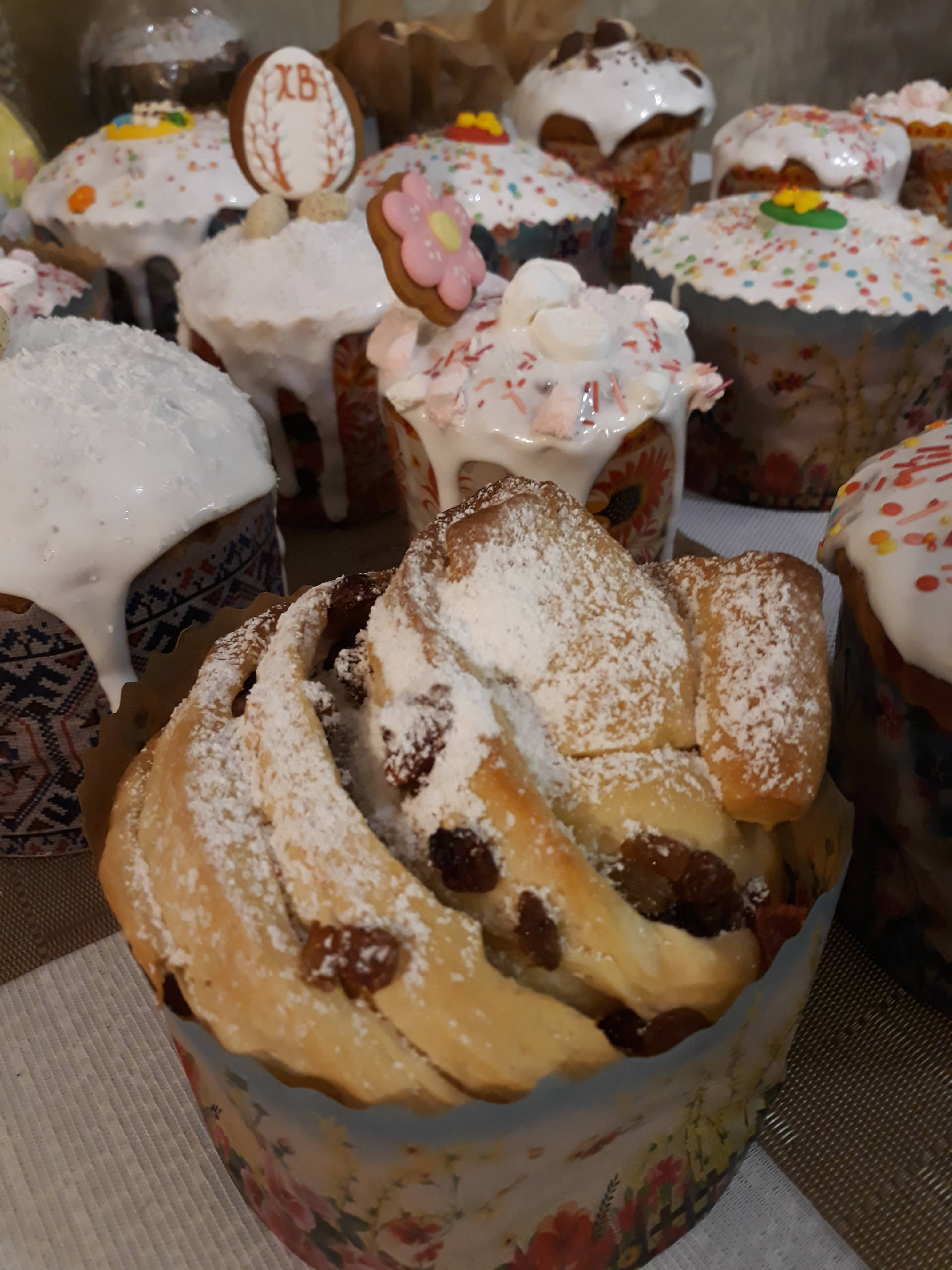
Сучасні паски

Особливим різновидом є сирна паска — спресована у формі обрізаної піраміди, що символізує гріб Господній, та з літерами «ХВ» (Христос Воскрес), що має означати перемогу Христа над смертю та його Воскресіння.
У церковній обрядовості використовується також дріжджевий хліб артос. Він зберігається протягом всієї Світлої седмиці, а потім використовується для причастя.

### Регіональні особливості
На заході України щодо печіння паски існує такий звичай: «В п'ятницю над вечором розчиняють тісто на паску. У суботу рано саджає ґаздиня до печі з того тіста паляницю. Коли вже спечеться виймає, всі в хижі кусають по кусникові; як прийде хто чужий до хижі, дають куштувати, а навіть до сусідів несуть. Відтак саджає ґазда на широкій лопаті, нароком під паску зладженій, паску до печі, а також пасчину посестру, робить лопатою хрест на повалі, а далі злегка вдаряє нею кожного челядника по голові та йде до стайні й ударяє кожну худобину».
На Галичині та Закарпатті паски печуть здебільшого у вигляді круглого хліба зі спеціальним орнаментом зверху: жайворонок у традиційному вигляді, зі складеними «вісімкою» крильми, мотив геометричного колоса, «баранячі ріжки» та квіти. На Бойківщині паску пекли у вигляді великої хлібини, заправленої пахучим корінням, з родзинками, гвоздикою, імбирем. При цьому до печі її клав господар, а не господиня, як у інших регіонах.
Білоруська паска має вигляд круглої булки, на яку вгорі кладеться хрест із тіста. Також знана під назвами мазурка, бабка. Білоруська паска завжди солодка, на відміну від української.

### Новітні рецепти
Сучасні паски можуть готуватися як з більш традиційних складників (борошно, молоко, вершки, дріжджі, яйця, цукор, олія, родзинки), так і з додаванням невластивих традиційній кухні мигдалю, цукатів, і готуватися в духовці чи мультиварці.

## Обрядовість

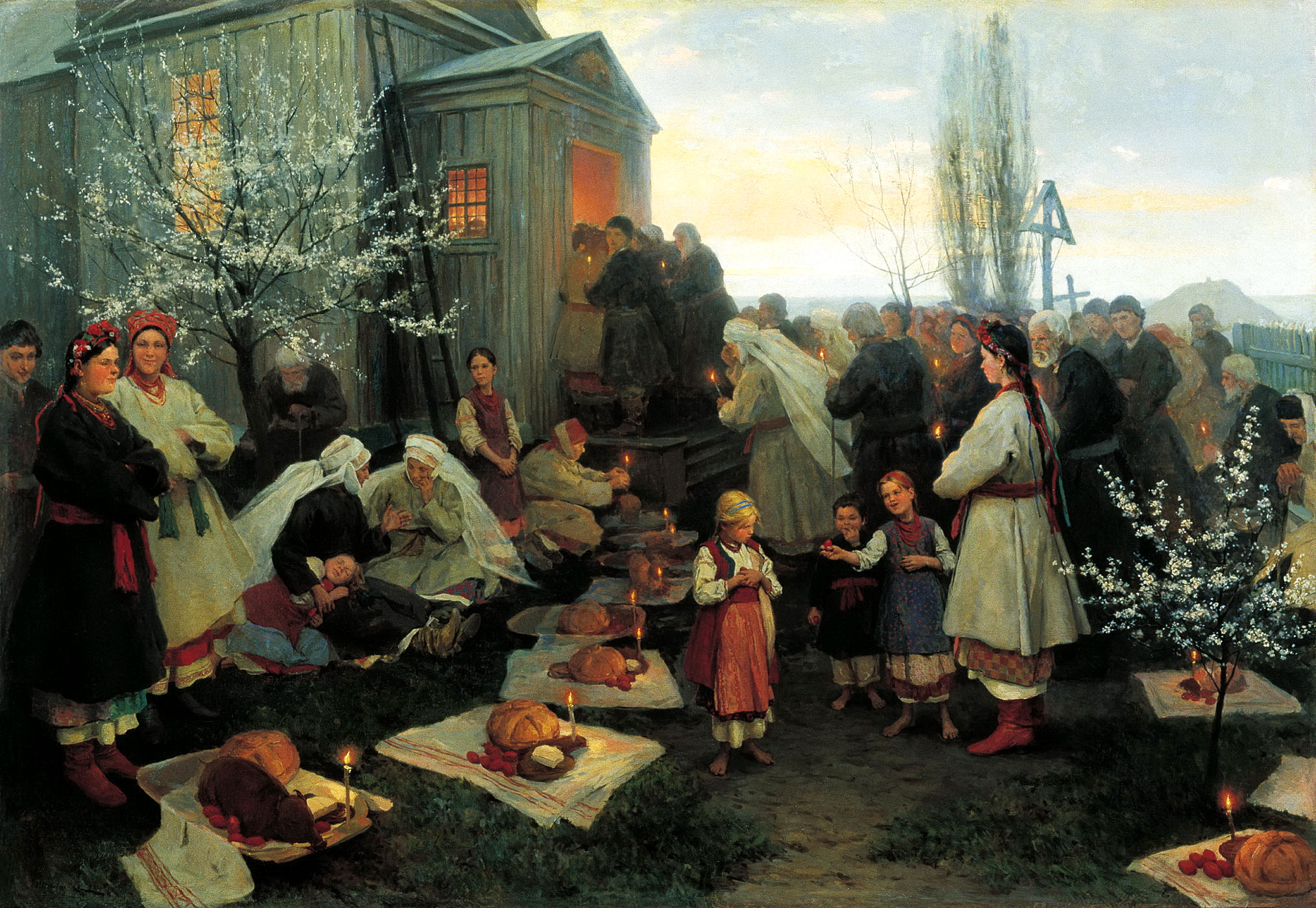
Микола Пимоненко, «Великодня заутреня в Малоросії», 1891

### Приготування
Переважно паску випікали в Чистий четвер, іноді — в суботу, значно рідше — у Страсну п'ятницю. Тоді як різні види роботи в Страсний тиждень були табу, це не поширювалося на випікання пасок. Приготування паски традиційно — жіноче заняття. Воно супроводжувалося магічними діями, як-от закидати в Чистий четвер на горище 12 сухих полін, щоб паска вдалася. В давнину для замішування тіста на паску зазвичай використовували не хлібну діжу, а ночви. Замішуючи, українські селянки хрестили тісто, інколи молились. Подекуди вважалося, що під час приготування паски не можна пускати сторонніх людей до хати. Вважалося, що їсти неосвячену паску гріх, її не можна скуштувати навіть для перевірки готовності.

### Освячення
Паска — головна складова «свяченого», їжі, що освячується на Великдень. До типового набору «свяченого» також належать сир, масло, яйця, печене порося, ковбаса. Освячення цієї їжі священником відбувається біля церкви, в давнину — також біля цвинтаря. Їжа складається до кошика, але раніше також могла приноситися в ночвах, мисках або спеціальних посудинах «дорінниках». Звичайний час освячення  — між опівніччю та сходом сонця. Коли господар повертається додому, то вітає решту родини словами «Христос Воскрес!».

### Споживання
Паску традиційно можна споживати вже після освячення по поверненню додому з церкви. Першою стравою на Великдень слугувала саме вона, після чого їли яйця та м'ясо. Обряд принесення «свяченого» додому та підготовка до споживання відомий як «розговіння». Вважалося, що за виглядом паски можна передбачити майбутнє: якщо вона запала чи з порожнинами, то це віщувало нещастя. Якщо хтось із членів родини не був присутній і його доля була невідома, для нього лишали на столі шматок паски. Прикрасам із верхівки паски («шишкам») приписувалася магічна сила, їх відламували та давали з'їсти худобі. Вважалося, що впустити крихти паски на підлогу погано. Їх не можна було топтати чи допускати щоб крихти з'їли тварини. Згідно з повір'ям, якщо миша з'їсть шматочок паски, то стане кажаном. На Херсонщині існував обряд доповнення великоднього столу тарілкою з пророщеним вівсом, яка символізує могилу померлих родичів. Навколо клалися крашанки за кількістю померлих і ця могилка стояла наступний тиждень поруч із паскою на столі.

## Відповідники в інших культурах

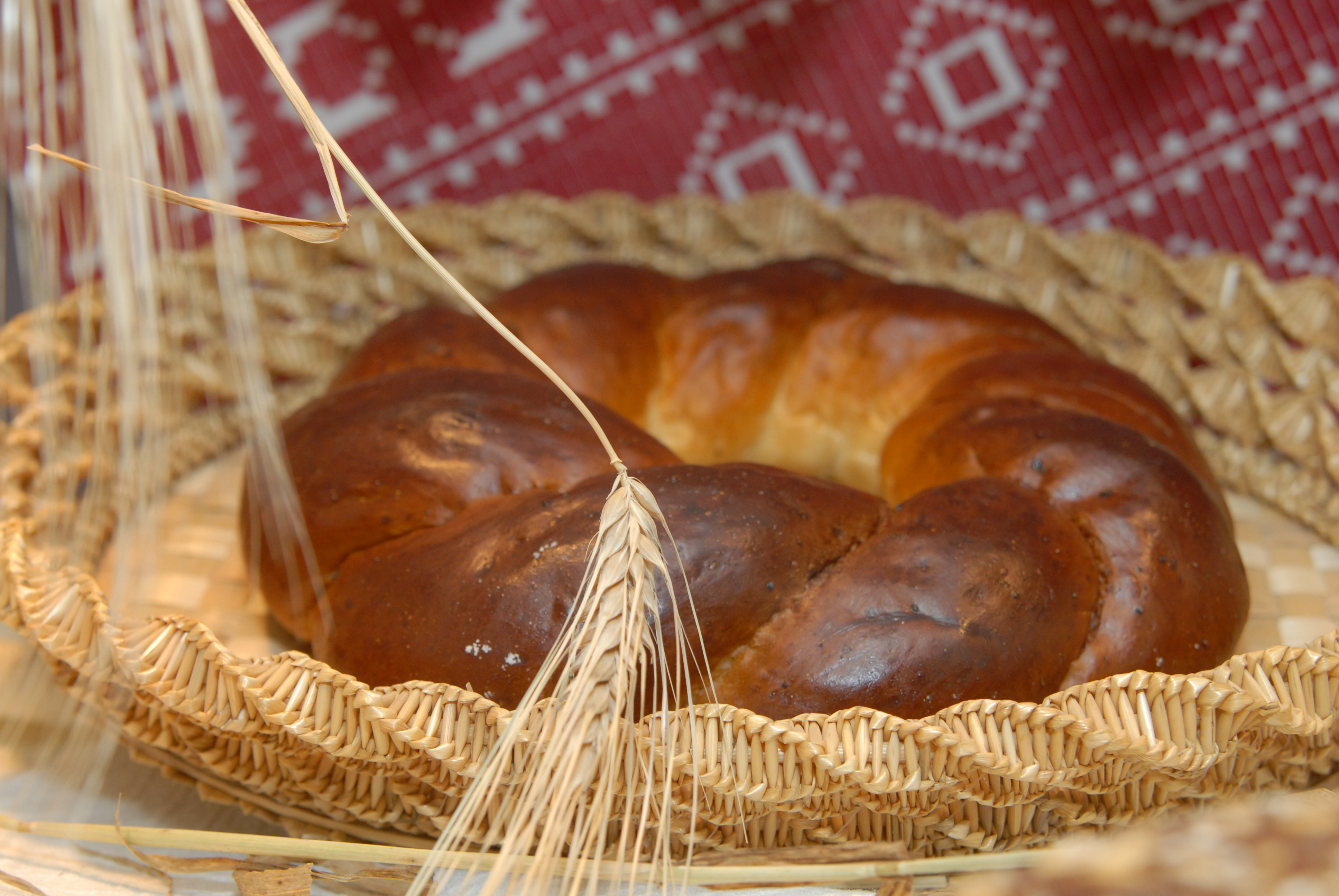
Великодній калач

Подібними до української паски стравами у сусідніх культурах є:
- бабка (пол. Baba wielkanocna) — польський великодній хліб;
- великодня голубка \ коломба та великодня піца (італ. Colomba pasquale, colomba di Pasqua) — італійські великодні хліби;
- гаряча хрестова булочка (англ. Hot cross bun) — англійський великодній хліб;
- калач — угорський та сербський великодній хліб;
- козонак (болг. козунак, рум. cozonac) — болгарський та румунський пиріг, який готують на Різдво та Великдень;
- куліч (рос. кулич) — російський великодній хліб;
- мазурки (пол. mazurek) — польське великоднє печиво;
- паастол (нід. paasstol) — нідерландський великодній хліб;
- паска (рум. pască) — румунська випічка, що складається з яєць, свіжого сиру, родзинок і цукру, яку особливо часто готують на Великдень;
- пинця — хорватський та чорногорський великодній хліб;
- фолари (порт. Folar) — португальський великодній хліб;
- цурекі (грец. Τσουρέκι) — грецький, вірменський та турецький великодній хліб.

## Інше
У Фінляндії великодній хліб називають Pääsiäisleipä — буквально «великодній хліб», тоді як paska — це лайливе слово.

## Галерея

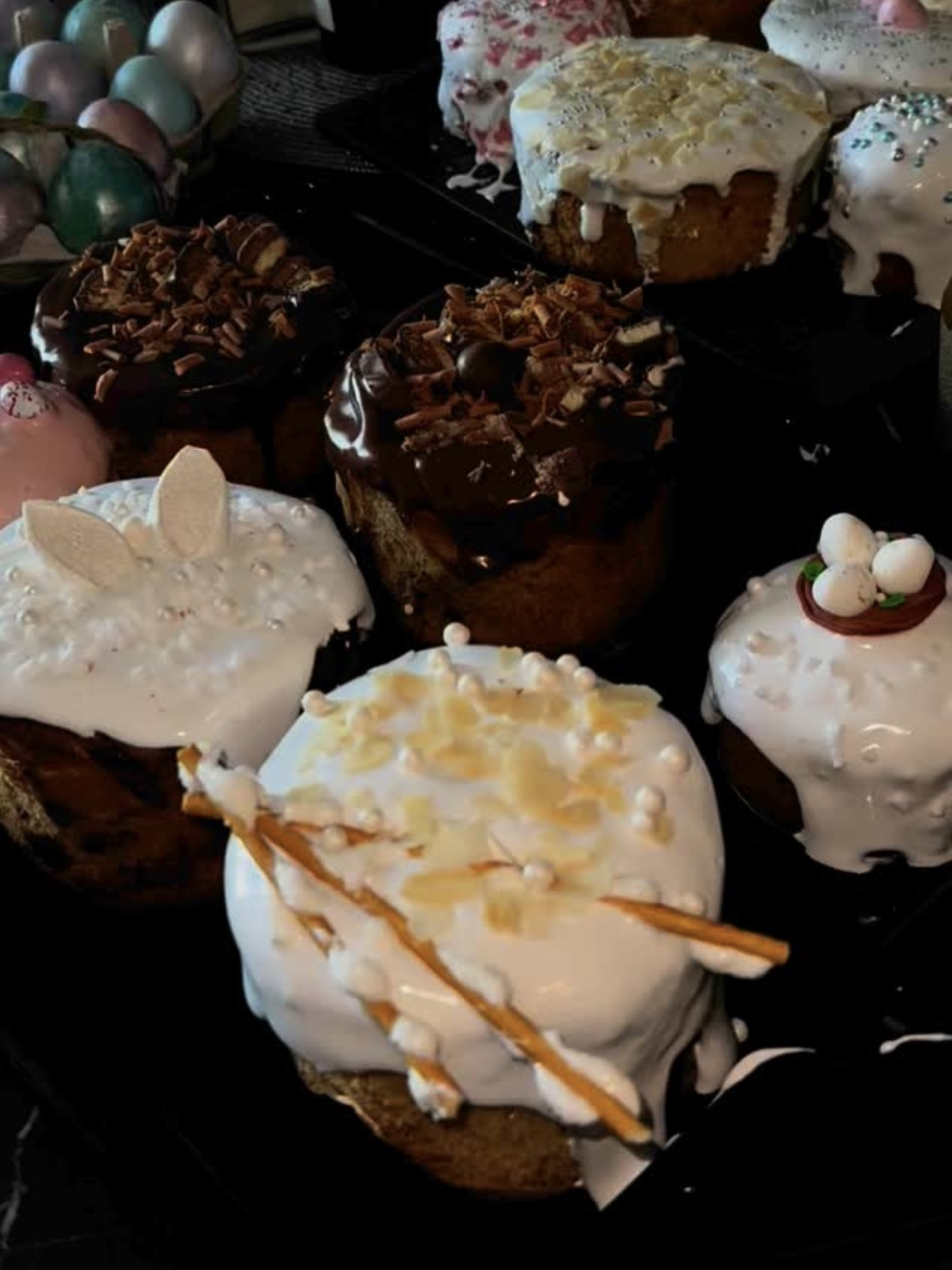
Паски
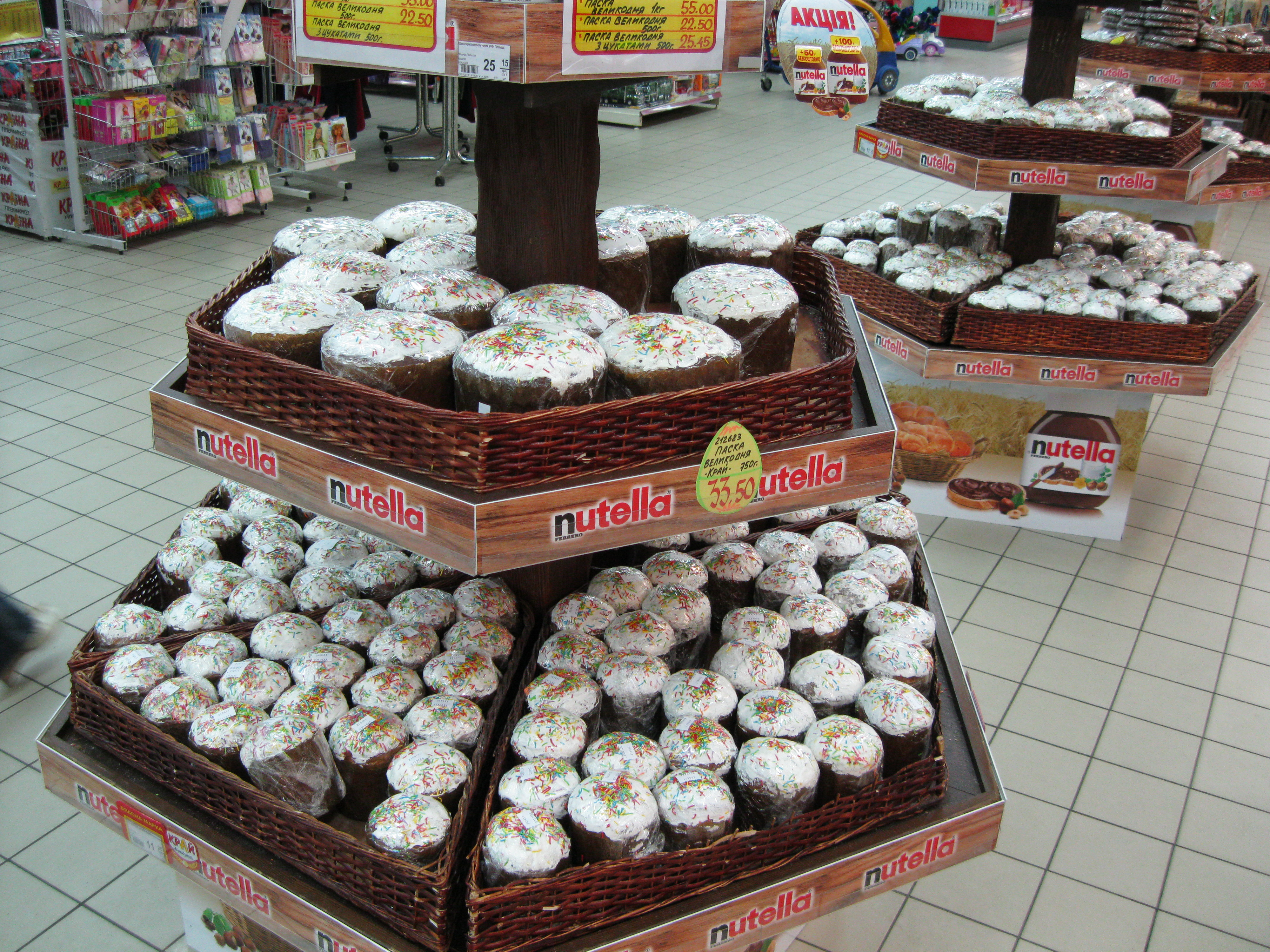
Паски в магазині Києва
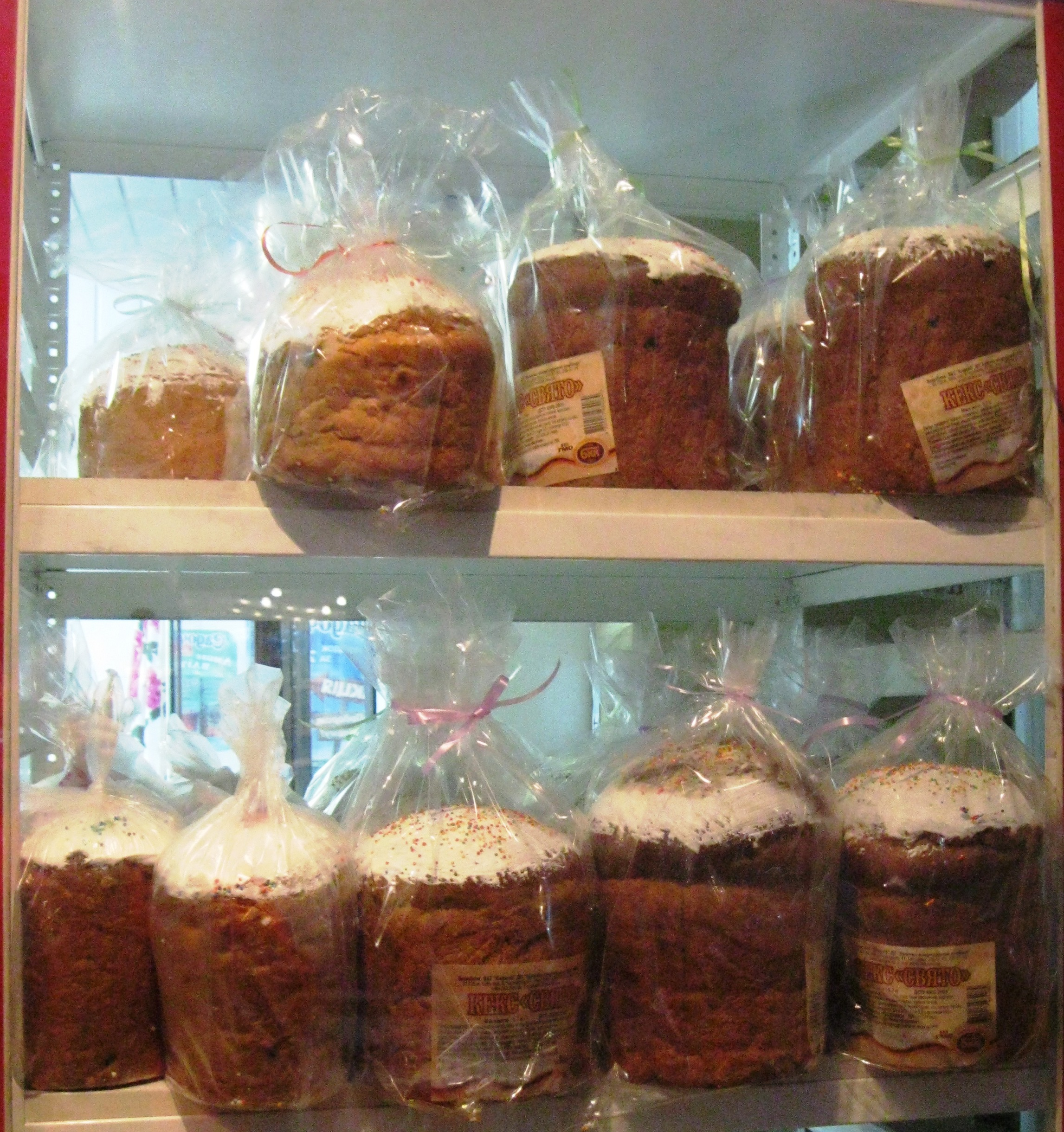
Готові паски на ринкових полицях, Київ
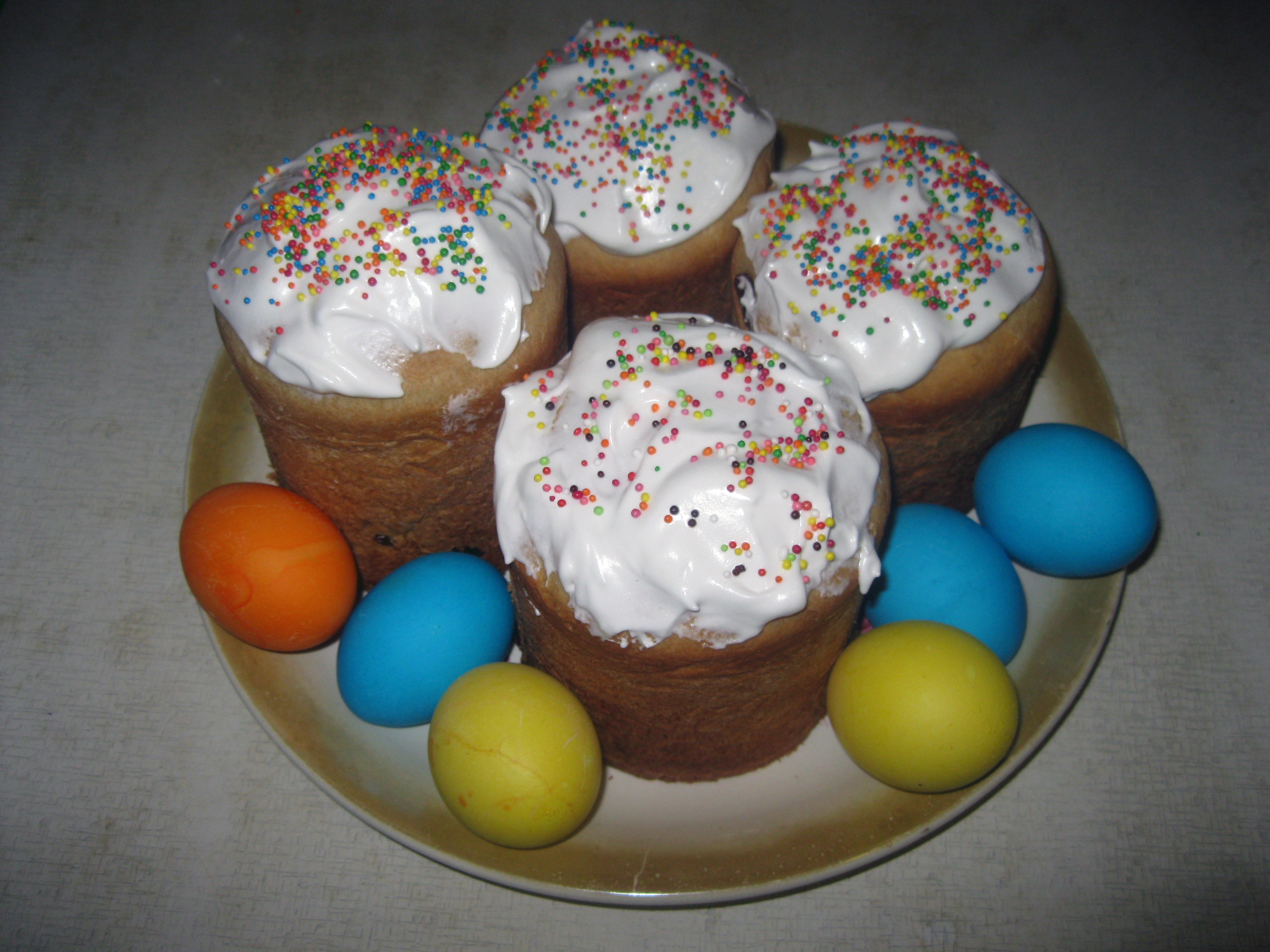
Сучасні домашні паски та крашанки
Сучасні домашні паски та крашанки
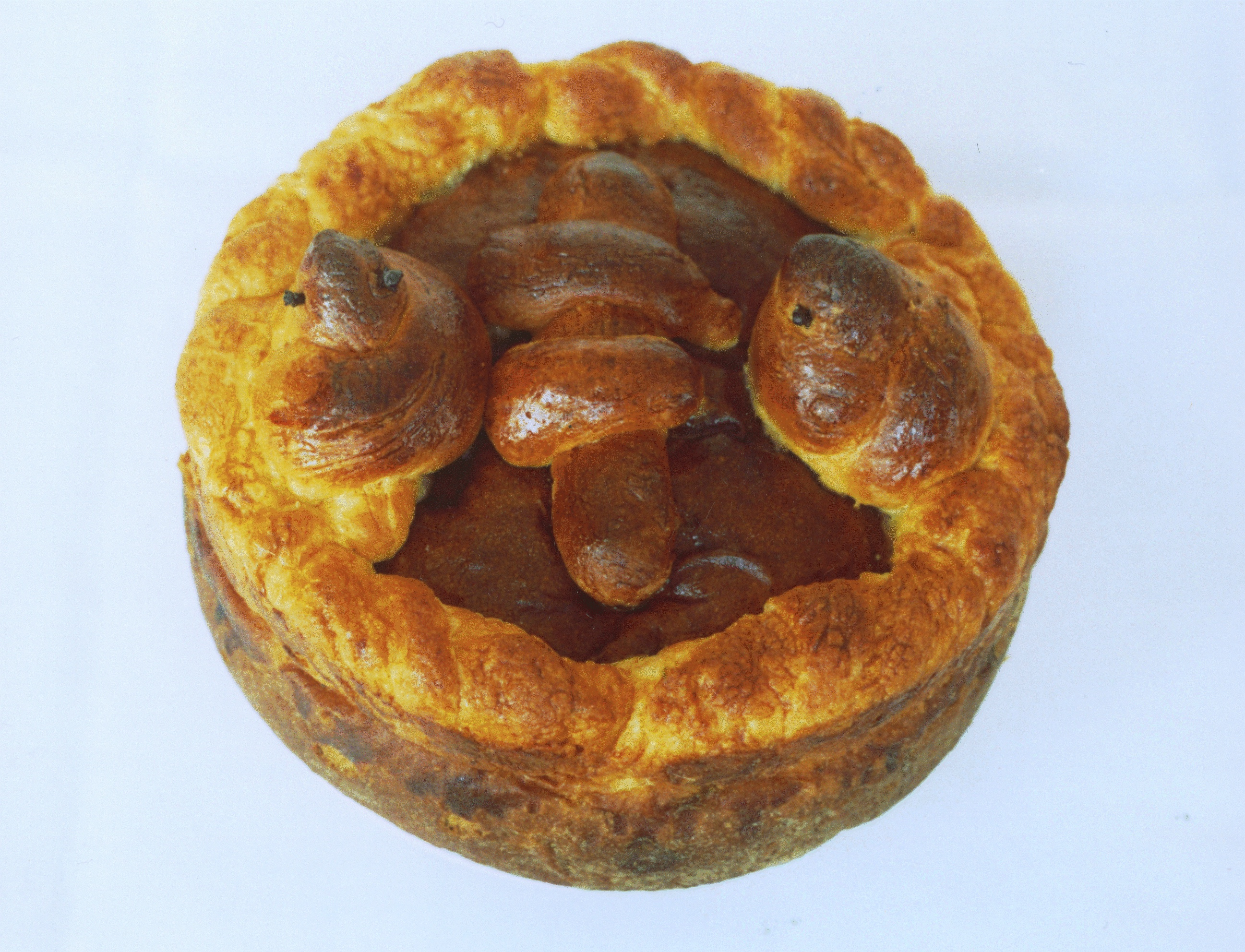
Закарпатська паска
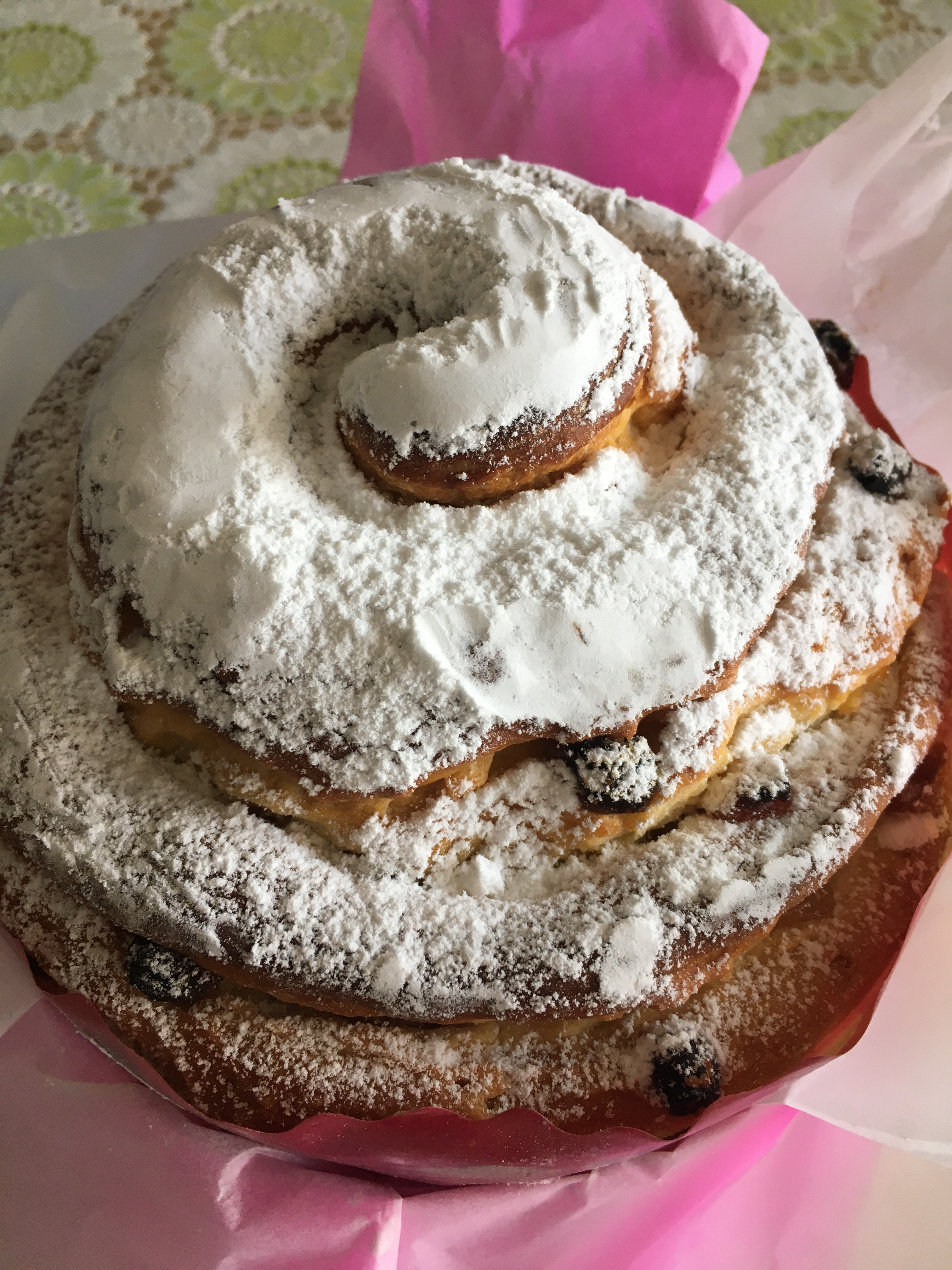
Паска-крафін
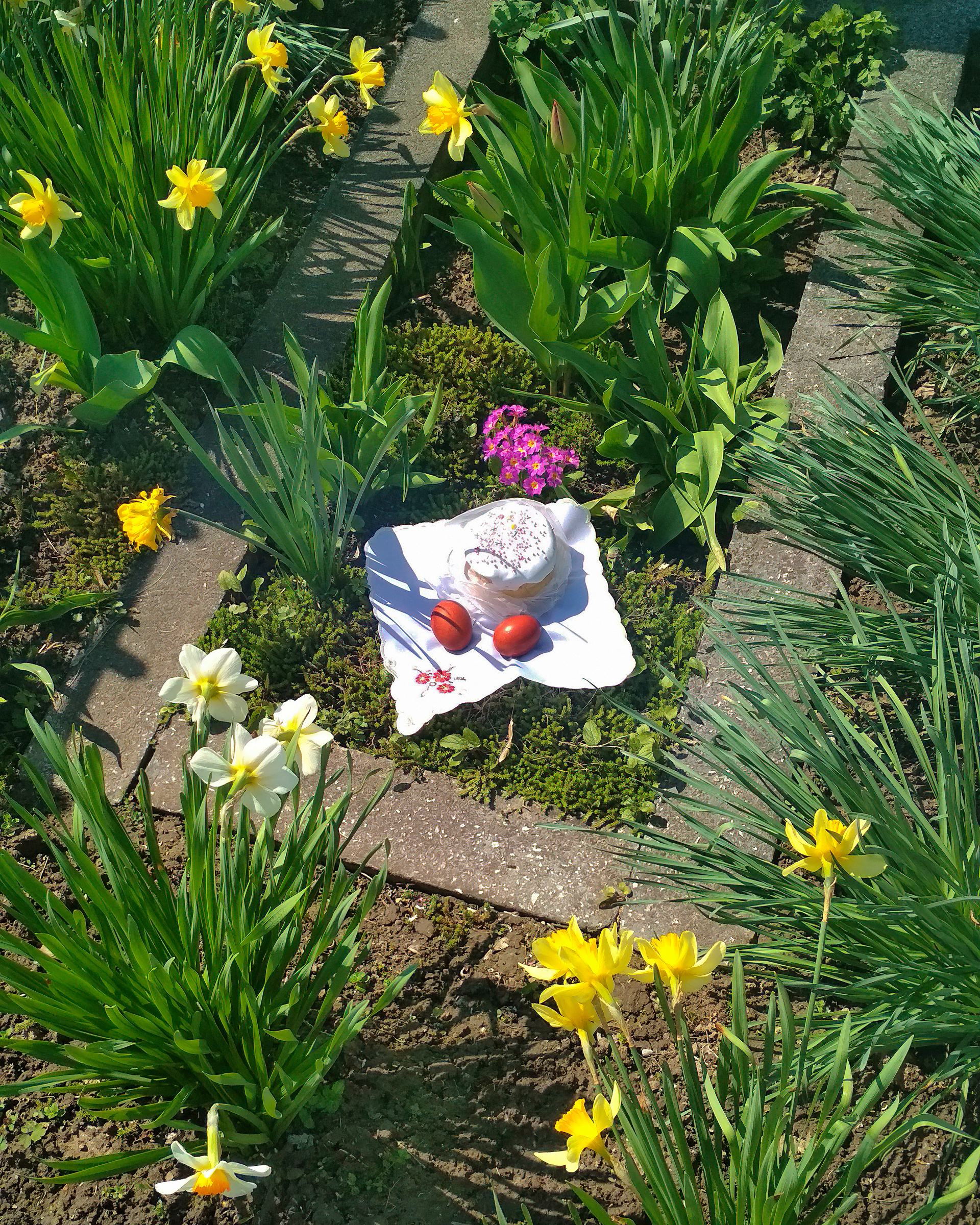
Паска та крашанки, залишені на могилі